# Селдес, Мэриэн
Мэриэн Селдес (англ. Marian Seldes; 23 августа 1928 — 6 октября 2014) — американская театральная, телевизионная, радио- и киноактриса, введена в американский Зал театральной славы (1996).

## Биография

### Карьера
Родилась в Нью-Йорке в семье Элис и Гилберта Селдеса, журналиста и редактора. Её дед по отцовской линии был евреем, иммигрировавшим из России, а мать принадлежала «Епископальному семейству голубых кровей». Детство Мэриэн прошло в творческой среде, что сказалось на её желание стать актрисой. Актёрское мастерство она изучила в театральной нью-йоркской школе «Neighborhood Playhouse».
В 1948 году состоялся её театральный дебют в бродвейской постановке «Медея». Это положило начало её знаменитой театральной карьере, за которую она пять раз номинировалась на премию «Тони» и один раз, в 1967 году, получила эту награду. В 1952 году с появления в передаче «Зал славы Hallmark» началась её карьера на телевидении. Мэриэн также активно участвовала в радиопередачах «CBS» в 1970 и 1980-х годах. С 1967 по 1991 годы Мэриэн была преподавателем в Джульярдской драматической школе, а в 2002 году стала преподавать в Университете Фордхам в Нью-Йорке. Наиболее примечательными её роли в кино были в фильмах «Величайшая история, когда-либо рассказанная» (1965), «Если бы стены могли говорить 2» (2000) и «Улыбка Моны Лизы» (2003).

### Личная жизнь
Мэриэн была дважды замужем. Её первым мужем и отцом её дочери был продюсер и сценарист Джулиан Клэман, брак с которым продлился с 1953 года до их развода в 1961 году. В 1990 году она вышла замуж за Гарсона Канина, вдовца Рут Гордон, который умер в 1999 году.
Мэриэн Селдес скончалась 6 октября 2014 года после продолжительной болезни в возрасте 86 лет.

## Избранная фильмография
- ЭкстраМен (2010) — Вивьен Кадлип
- Любовь вне правил (2008) — клерк
- Посетитель (2007) — Барбара (преподаватель музыки)
- Август Раш (2007) — декан
- Улыбка Моны Лизы (2003) — ректор Джоселин Карр
- Город и деревня (2001) — мать Юджин Клейборн
- Дуэты (2000) — Хэрриет Гэхагэн
- Если бы стены могли говорить 2 (2000) — Эбби Хэдли (ТВ)
- Призрак дома на холме (1999) — миссис Дадли
- Скорбь (1998) — Алма Питтмен
- Подкоп в Китай (1998) — Ли Шрот
- Один дома 3 (1997) — миссис Хэсс
- Приключения Тома Сойера (1995) — вдова Дуглас
- Пистолет в сумочке Бетти Лу (1992) — Маргарет Армстронг
- Величайшая история, когда-либо рассказанная (1965) — Иродиада
- Подлинная история Джесси Джеймса (1957) — Ровена Кобб

## Награды
- 1967 Тони — «Лучшая актриса в пьесе» («Деликатный баланс»)
- 1971 Drama Desk Award — «Лучшее исполнение» («Отцовский день»)